# Německý dvojvrkočatý bublák
Německý dvojvrkočatý bublák je plemeno holuba domácího původem z Německa. Jedná se v podstatě o místní ráz dvojvrkočatého rousného bubláka, kam náleží také bublák anglický, drážďanský či bernburský bublák a také bublák český. Rozdíly mezi těmito plemeny jsou jen velmi malé. V České republice se německý dvojvrkočatý bublák posuzuje podle stejného vzorníku jako bublák český a často je též s českým bublákem křížen. V seznamu plemen EE se řadí do plemenné skupiny bubláků a to pod číslem 0502.

## Popis
Je to středně velký holub s výraznými péřovými ozdobami, peří na čele se stáčí dopředu a překrývá ozobí, v týlu vyrůstá chocholka a ptáci mají nohy opeřené hustým dlouhým rousem. Kromě vzhledu je pro něj typický hlasový projev, kromě vrkání ptáci tzv. bublají, vydávají zvuky připomínající vzdálené zurčení potoka, zvonění zvonů nebo bubnování.
Tvarem těla se řadí mezi holuby tzv. polního typu, proporcemi i velikostí se příliš neodlišuje od divokého holuba skalního. Je menší než bucharský bublák, ale robustnější, delší a vyšší než bublák český. Působí ušlechtilým dojmem, má vyvážené proporce s širokou a hlubokou hrudí a téměř vodorovně nesený, kratší trup, který je uložený spíše nízko a celý prostor mezi trupem a zemí je vyplněn rousem.
Hlava bubláka je nízce klenutá a široká, zobák je slabší, středně dlouhý, u bílých a plnobarevných červených a žlutých holubů je narůžovelý, u barevných rázů ředěných je světle rohový a u ostatních tmavý. Ozobí je jen velmi malé a jemné. Oční duhovka je oranžová, u bílých a bělohlavých ptáků tmavá, tzv. vikvová. Hlavu zdobí pernaté ozdoby, takzvané vrkoče. Jsou dva, proto dvojvrkočatý bublák. Zadní vrkoč je v podstatě větší lasturovitá chocholka táhnoucí se od ucha k uchu bez postranních růžic či hřívy. Odstává od hlavy, lehce se přiklání k týlu a převyšuje temeno. Chocholka je bohatě propeřená, hustá, rovnoměrná a na krku plynule splývá. Přední vrkoč je nejčastěji tvořený oválnou čelní růžicí. Peří vpředu zakrývá ozobí, nekryje však oči.
Krk je krátký a široce vystupuje z hrudi, hrdlo je jemně vykrojené. Hruď je široká, hluboká a dopředu vyklenutá, stejně tak v ramenou je pták široký, záda jsou lehce skloněná a hřbetní linii je jen mírně se svažující. Křídla jsou silná, spíše kratší, dobře přilehlá a dobře složená, jejich letky se na ocase nekříží. Ocas je tvořený poměrně dlouhými a širokými rýdovacími pery, je dobře složený a je nesený v linii hřbetu. Nohy jsou krátké, lýtka jsou zdobena dlouhými supími pery a běháky a prsty jsou hustě opeřeny.
Chová se pouze v celobarevných rázech, v barvě bílé, černé, červené, žluté, modré a stříbřité, dále v kresbě tygra nebo straky a jako holub bělopruhý a šupkatý. Ptáci s pravidelnou bílou kresbou jsou již považováni za samostatná plemena, dvojvrkočatý bublák v mniší kresbě je bublák bernburský, běloštítný dvojvrkočatý bublák je bublák drážďanský.

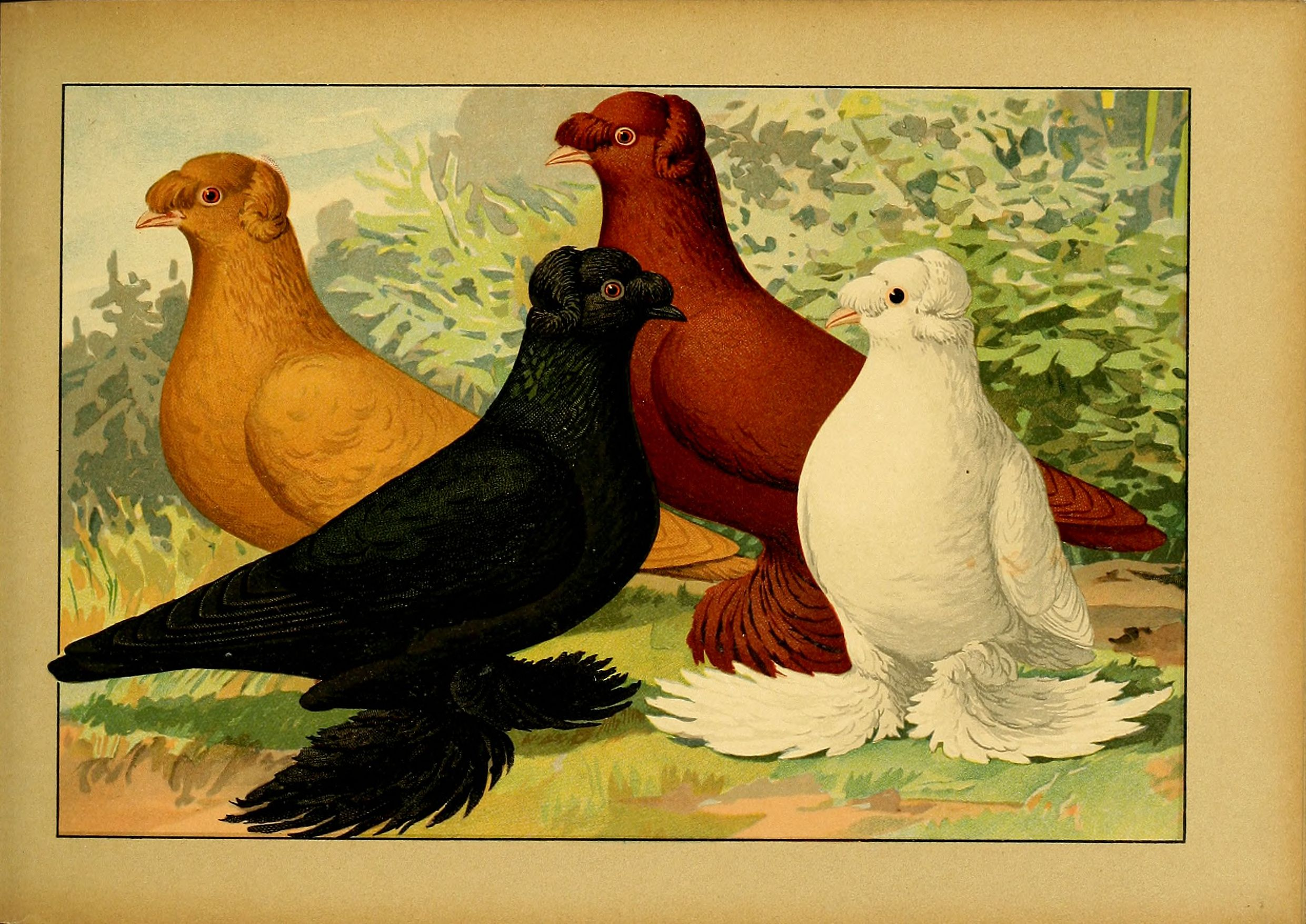
Celobarevné rázy německého dvojvrkočatého bubláka: zleva doprava: celobarevný žlutý, černý, červený a bílý
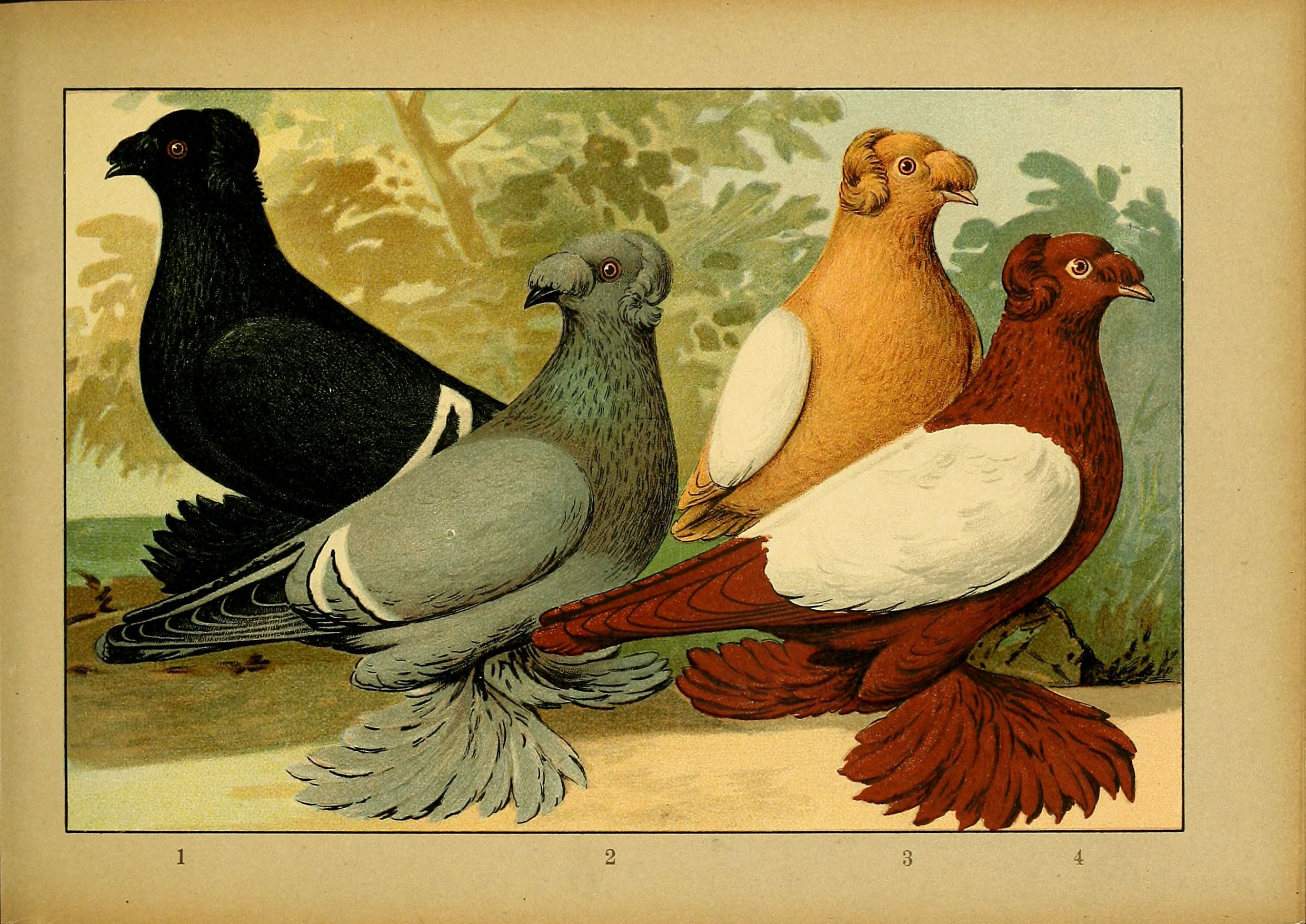
Vlevo německý dvojvrkočatý bublák černý a modrý bělopruhý, vpravo drážďanský bublák žlutý a červený běloštítný

## Rozdíly mezi českým a německým dvojvrkočatým bublákem

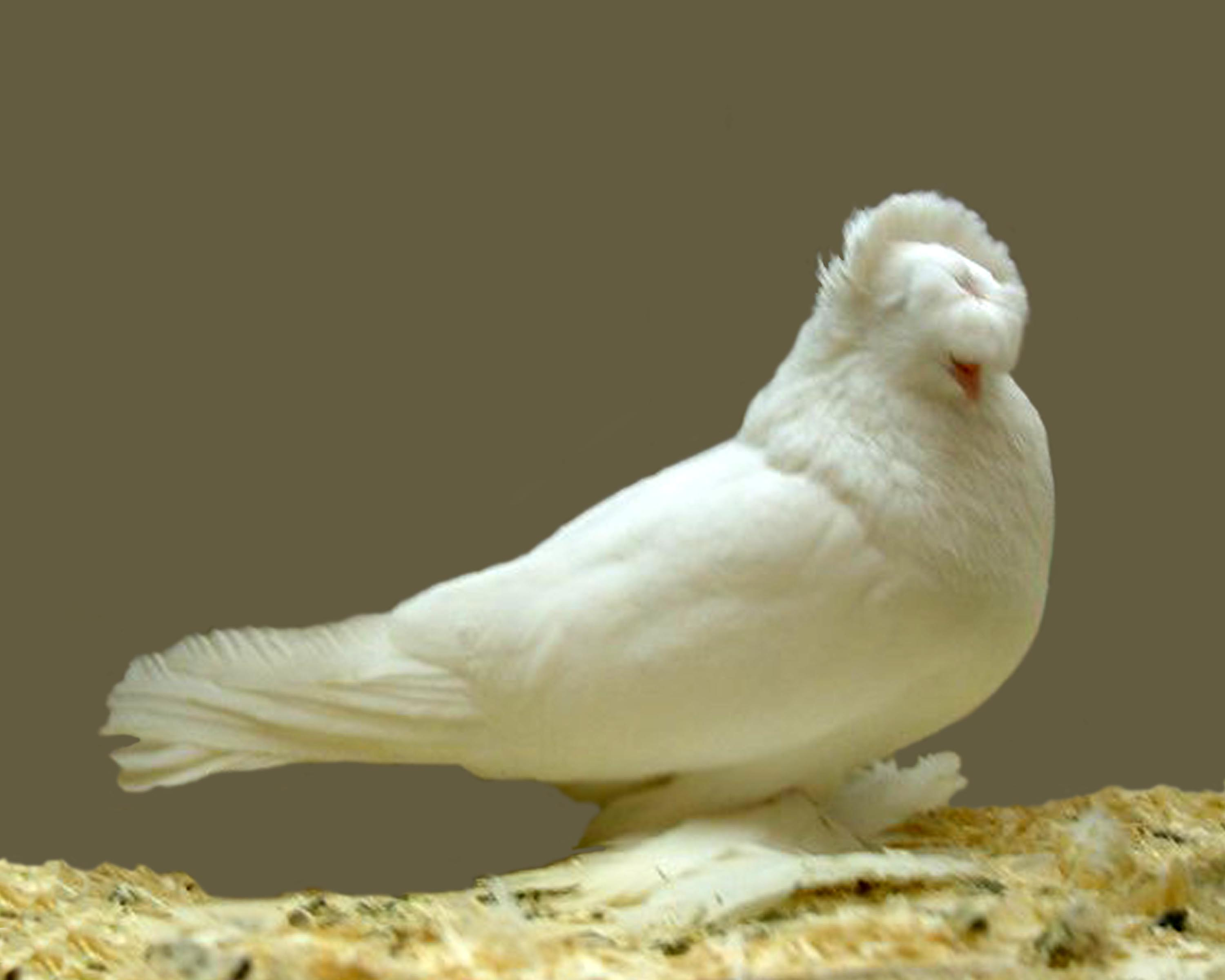
Německý dvojvrkočatý bublák bílý - patrná je čelní růžice, přední vrkoč českého bubláka je jednoduchý a oddělený pěšinkou od peří na temeni hlavy

Rozdíly mezi německým dvojvrkočatým a českým bublákem spočívají v detailech: Německý bublák je mohutnější v trupu a má vyšší nohy, jeho opeření nepůsobí tak slitým dojmem jako u českého bubláka, takže je méně lesklé,, německý dvojvrkočatý bublák má peří spíše volnější, jeho vrkoče jsou mohutnější a často jinak utvářené: u českého bubláka se dává přednost jednoduchému přednímu vrkoči, který je od ostatního opeření hlavy oddělen příčnou pěšinkou, a stejně tak chocholka bývá od krku odčísnutá. Německý dvojvrkočatý bublák má též delší ocas a rousy.